# Ravigny
Ravigny är en kommun i departementet Mayenne i regionen Pays de la Loire i nordvästra Frankrike. Kommunen ligger i kantonen Pré-en-Pail som tillhör arrondissementet Mayenne. År 2022 hade Ravigny 230 invånare.

## Befolkningsutveckling
Antalet invånare i kommunen Ravigny
| Referens: INSEE |